# Джульярдський квартет

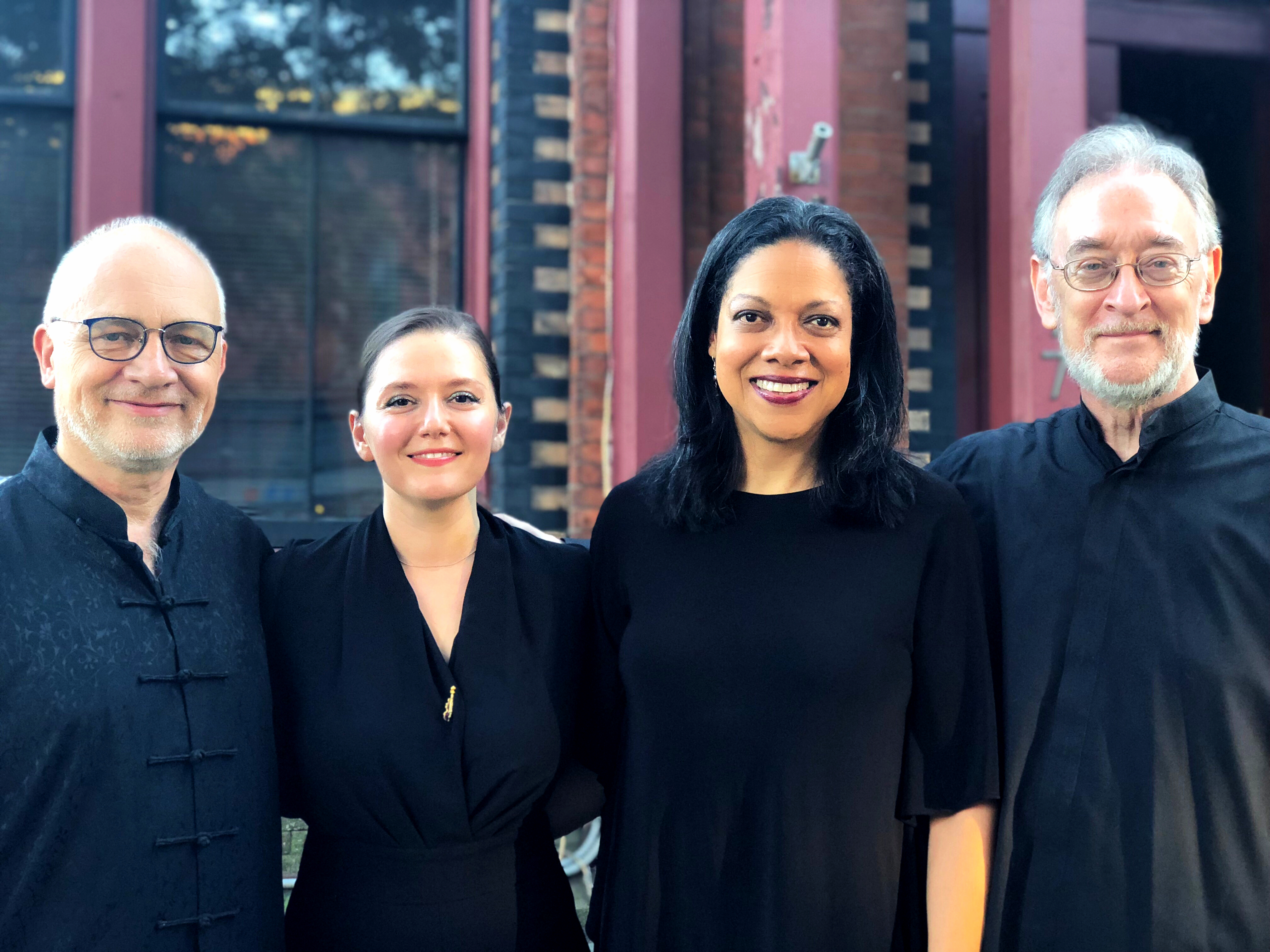
Джульярдський квартет у 2018 році

Джульярдський квартет (англ. Juilliard Quartet) — американський струнний квартет, заснований 1946 року.

## Історія
Був створений за ініціативи Вільяма Шумана, який на той час очолював нью-йоркську Джульярдську школу. З 1962 року базується у вашингтонській Бібліотеці Конгресу.
Учасниками ансамблю є викладачі Джульярду. До першого складу входили Роберт Манн (1-а скрипка), Роберт Кофф (2-а скрипка), Рафаель Гілльєр (альт) та Артур Віноград (віолончель). Згодом склад неодноразово змінювався. Станом на 2020 рік у квартеті грають Арета Зулла (Areta Zhulla, 1-а скрипка), Роналд Коупс (Ronald Copes, 2-а скрипка), Роджер Теппінг (Roger Tapping, альт) та Астрід Швін (Astrid Schween, віолончель).
Квартет багато гастролює та бере участь у міжнародних музичних фестивалях . Колектив є лауреатом численних музичних премій, зокрема чотирьох премій «Греммі», включно з Grammy Lifetime Achievement Award.

## Репертуар
Репертуар ансамблю широкий і різноманітний: до нього входить академічна музика від Баха, Моцарта і Гайдна до Шостаковича, Бартока і композиторів Нової віденської школи, зокрема багато творів, які рідко виконуються. Ансамбль також активно пропагує сучасну музику, особливо американських композиторів. Джульярдський квартет вперше виконав близько 60 творів нової американської музики, зокрема твори Роджера Сешнза, Аарона Копленда, Елліотта Картера, Мілтона Беббітта та ін.